# Dalit
Dalit, sa značenjem „slomljen/rasut” u Sanskritu i hindi jeziku, je pojam koji se uglavnom koristi za etničke grupe u Indiji i Nepalu koje su bile potlačene (često zvane nazadnim kastama). Daliti su bili isključeni iz četvorodelnog varna sistema hinduizma i smatralo se da formiraju petu varnu, takođe poznatu po imenu Pančama. Daliti u današnje vreme praktikuju različita religiozna verovanja, uključujući hinduizam, budizam, sikizam, hrišćanstvo i razne narodne religije. Prema popisu stanovništva u Indiji iz 2011. godine njihov broj premašuje 200 miliona ljudi, što predstavlja 16 procenata indijskog stanovništva.
Izraz daliti korišten je kao prevod za popisnu klasifikaciju Britanske Indije za potlačene klase pre 1935. Ovaj termin je popularizovao ekonomista i reformator Bhimrao Ramdži Ambetkar (1891–1956), koji je u definiciju uključio sve potlačene ljude bez obzira na njihovu kastu. Stoga se prva grupa koju je on stvorio zvala „Laburistička stranka” i kao svoje članove uključila je sve potlačene ljude društva, uključujući žene, farmere malih razmera i ljude iz nazadnih kasta. Novi lideri poput Kanhajija Kumara podržavaju ovu definiciju „dalita”, i stoga brahmanski marginalni poljoprivrednik koji nastoji da zaradi za goli život, ali nije u mogućnosti da to ostvari, takođe spada u kategoriju „dalita”. Sam Ambedkar je bio mahar. Tokom 1970-ih je upotreba reči „dalit” bila ojačana kada ju je usvojila aktivistička grupa Dalitski panteri. Viši političkih stranki koristi ovaj termin radi zadobijanja šire podrške.
Indijska Nacionalna komisija za planske kaste smatra da je zvanična upotreba dalita kao etikete „neustavna”, jer moderno zakonodavstvo preferira planske kaste; međutim, neki izvori navode da pojam dalit obuhvata više zajednica od službenog termina definisanog planskim kastama i da se ponekad koristi za označavanje svog potlačenog naroda u Indiji. Slična sveukupna situacija je prisutna u Nepalu.
Zajednice planskih kasti postoje širom Indije, iako su najvećoj meri koncentrisane u četiri države; one nemaju zajednički jezik ili religiju. One obuhvataju 16,6 procenata indijske populacije, prema indijskom popisu stanovništva iz 2011. godine. Slične zajednice postoje širom ostatka Južne Azije, u Nepalu, Pakistanu, Bangladešu i Šri Lanki, i deo su globalne indijske dijaspore.
Godine 1932, Britanska Indija je preporučila odvojenim biračkim grupama da izaberu vođe za dalite u komunalnim izborima. Ambedkaru se ovo pogodovalo, ali kada se Mahatma Gandi suprotstavio tom predlogu, došlo je do formiranja Punskog pakta. To je zatim uticalo na donošenje Zakona vlade Indije iz 1935. godine, kojim je uvedena rezervacija mesta za potlačene klase, koje su sada preimenovane u planske kaste.
Ubrzo nakon sticanja nezavisnosti 1947, Indija je uvela rezervacioni sistem kako bi poboljšala sposobnost dalita da imaju političku zastupljenost i dobijanje vladinih poslova i obrazovanja. Godine 1997, Indija je izabrala svog prvog dalitskog predsednika, K. R. Narajanana. Mnoge društvene organizacije su promovisale bolje uslove za dalite putem obrazovanja, zdravstva i zapošljavanja. Ipak, iako je kastna diskriminacija bila zabranjena, i nedodirljivost ukinuta ustavom Indije, takva praksa je i dalje raširena. Da bi sprečila uznemiravanje, napade, diskriminaciju i slične radnje protiv ovih grupa ljudi, vlada Indije je 31. marta 1995. godine donela Zakon o sprečavanju zločina, koji se takođe naziva SC/ST zakon.
U skladu sa odlukom Visokog suda u Bombaju, Ministarstvo za informacije i radiodifuziju (I&B ministarstvo) vlade Indije izdalo je preporuku svim medijskim kanalima u septembru 2018. godine, zahtevajući od njih da koriste termin „planske kaste” umesto reči „dalit”.

## Etimologija i upotreba
Reč dalit je vernakularni oblik sanskritske reči दलित (dalita). U klasičnom sanskritu, ona ima značenje „podeljen, razdvojen, slomljen, raštrkan”. Ova reč je dobila novu namenu u sanskritskom jeziku 19. veka da znači „(osoba) koja ne pripada jednoj od četiri brahmanske kaste”. Smatra se da ju je u tom smislu prvi iskoristio socijalni reformator sa sedištem u Puni Džiotirao Fule, u kontekstu ugnjetavanja sa kojim su se suočile nekadašnje „nedodirljive” kaste drugih Hindusa.
Dalit se najčešće koristi za opisivanje zajednica koje su bile podložne nedodirljivosti. Takvi ljudi su bili isključeni iz četvorodelnog varna sistema hinduizma i smatrali su sebe petom varnom, opisujući sebe kao Pančamu. Ovaj termin je korišten kao prevod za popisnu klasifikaciju Britanske Indije za potlačene klase pre 1935. godine. Njega je popularisao ekonomista i reformator B. R. Ambedkar (1891–1956), koji je bio dalit, a tokom 1970-ih je upotreba ovog termina bila dodatno pospešena kada ga je usvojila aktivistička grupa Dalit pantera.
Dalit je postao politički identitet, slično kao što je LGBT zajednica prisvojila reč queer iz njene pežorativne upotrebe kao neutralni ili pozitivni samoidentifikator i kao politički identitet. Socio-pravni naučnik Oliver Mendelson i politička ekonomiskinja Marika Vicziani napisali su 1998. godine da je izraz postao „intenzivno politički ... Iako upotreba termina može izgledati kao odgovarajuća solidarnost sa savremenim licem nedodirljive politike, i dalje postoje veliki problemi u njegovom usvajanju kao opšteg pojma. Iako je reč danas prilično rasprostranjena, ona i dalje ima duboke korene u tradiciji političkog radikalizma inspirisanoj likom BR Ambedkara.” Oni su smatrali da njegova upotreba nosi rizik od pogrešnog označavanja celokupnog stanovništva nedodirljivih u Indiji kao da ih ujedinjuje radikalna politika. Anand Teltumbde takođe otkriva trend ka odricanju od politiziranog identiteta, na primer, među obrazovanim ljudima srednje klase koji su prešli u budizam i tvrde da, kao budisti, oni ne mogu biti daliti. To je možda posledica njihovih poboljšanih okolnosti koje su podstakle želju da ne budu povezani sa onim što smatraju ponižavajućim dalitskim masama.

## Literatura
- Ballard, Roger (1994). Desh Pardesh: The South Asian Presence in Britain. Hurst. стр. 110. ISBN 978-1-85065-091-1.
- Gorringe, Hugo (24. 1. 2005). Untouchable Citizens: Dalit Movements and Democratization in Tamil Nadu. SAGE Publications. ISBN 978-0-7619-3323-6.
- Jain, L. C. (2005). Decentralisation and Local Governance: Essays for George Mathew. Orient Blackswan. ISBN 978-81-250-2707-2.
- Takhar, Opinderjit Kaur (2005). Sikh Identity: An Exploration of Groups Among Sikhs. Ashgate. ISBN 978-0-7546-5202-1.
- Sangave, Vilas Adinath (1980). Jaina Community: A Social Survey. Popular Prakashan. ISBN 978-0-317-12346-3.
- Rajshekhar, V. T. (2003). Dalit – The Black Untouchables of India (2nd изд.). Clarity Press. ISBN 0-932863-05-1.
- Joshi, Barbara R. (1986). Untouchable!: Voices of the Dalit Liberation Movement. Zed Books. ISBN 978-0-86232-460-5.
- Omvedt, Gail (1994). Dalits and the Democratic Revolution – Dr. Ambedkar and the Dalit Movement in Colonial India. Sage Publications. ISBN 81-7036-368-3.
- Samaddara, Ranabira; Shah, Ghanshyam (2001). Dalit Identity and Politics. Sage Publications. ISBN 978-0-7619-9508-1.
- Franco, Fernando; Macwan, Jyotsna; Ramanathan, Suguna (2004). Journeys to Freedom: Dalit Narratives. Popular Prakashan. ISBN 978-81-85604-65-7.
- Limbale, Sharankumar (2004). Towards an Aesthetic of Dalit Literature. Orient Longman. ISBN 81-250-2656-8.
- Zelliot, Eleanor (2005). From Untouchable to Dalit – Essays on the Ambedkar Movement. Manohar. ISBN 81-7304-143-1.
- Sharma, Pradeep K. (2006). Dalit Politics and Literature. Shipra Publications. ISBN 978-81-7541-271-2.
- Omvedt, Gail (2006). Dalit Visions: The Anti-caste Movement and the Construction of an Indian Identity. Orient Longman. ISBN 978-81-250-2895-6.
- Michael, S. M. (2007). Dalits in Modern India – Vision and Values. Sage Publications. ISBN 978-0-7619-3571-1.
- Prasad, Amar Nath; Gaijan, M. B. (2007). Dalit Literature: A Critical Exploration. ISBN 978-81-7625-817-3.
- Mani, Braj Ranjan (2005). Debrahmanising History: Dominance and Resistance in Indian Society. Manohar Publishers and Distributors. ISBN 81-7304-640-9.
- Ghosh, Partha S. (jul 1997). „Positive Discrimination in India: A Political Analysis” (PDF). Ethnic Studies Report. XV (2). Архивирано из оригинала (PDF) 12. 3. 2004. г.
- Rege, Sharmila (2006). Writing Caste Writing Gender:Narrating Dalit Women's Testimonios. Zubaan. ISBN 9788189013011.
- Omvedt, Gail (2008). Ambedkar: towards an enlightened India. New Delhi: Penguin. ISBN 978-0143065906.
- Perez, Rosa Maria (2004). Kings and untouchables : a study of the caste system in western India. New Delhi: Chronicle Books. ISBN 978-8-18028-014-6. Приступљено 25. 7. 2017.
- Mendelsohn, Oliver; Vicziany, Marika (1998). The Untouchables: Subordination, Poverty and the State in Modern India. Cambridge University Press. ISBN 978-0-52155-671-2.
- Bandarage, Asoka (2008). The Separatist Conflict in Sri Lanka: Terrorism, Ethnicity, Political Economy. Routledge. ISBN 978-1-13597-085-7.
- Lochtefeld, James G. (2002). The Illustrated Encyclopedia of Hinduism: A-M. The Rosen Publishing Group. ISBN 978-0-8239-3179-8.